# Миле В. Пајић
Миле В. Пајић (Шабац, 1958) српски је ликовни уметник, културни радник, истраживач. Аутор је монографија о културној и црквеној баштини, издавач и администратор у неколико установа српске културе.
Између осталог, за свој рад на пољу културе добио је 2007. године Златну значку Културно-просветне заједнице Србије. Живи и ствара у Београду.

### Уметнички опус
Од сликарских техника ради цртеж, уље а посебно акварел више од тридесет година. Сликарски израз темељи на искуству ликовне традиције хришћанског Балкана, импресионизма и њему сродних каснијих искустава, као и руског традиционалног сликарства друге половине 19. века са исходиштем у покрету передвижњика. Заступљен је у монографији „Руско-српско сликарство“, која је у Русији објављена 2014. године.

### Културни опус
Више деценија Миле В. Пајић бави се истраживањем и прикупљањем документарне грађе у циљу очувања националне баштине Срба и и реафирмацијом српске уметности, која има извориште у српском средњем веку, а који увире у дух византијске цивилизације.
Пајић је из те грађе уобличио средином 1990-их пројекат „Ризница српске духовности“, који је обухватио национално наслеђе Срба сабрано кроз документовање духовне, културне и државотворне историје.
Један је од оснивача и уредник издавачке куће „Ризница српске духовности“ из Београда.
Потпредседник је за културу Друштва пријатеља манастира Св. Николаја Српског код Љубовије и један од оснивача Задужбине „Доситеј Обрадовић“ из Београда.
Творац је и музејске поставке у манастиру Св. Николаја Српског на Соко граду која се темељи на сликама рађених за едицију „Ризница српске духовности“ 1-6, а садржи 260 илустрација, ручно сликаних мапа и слика која представљају преглед српске духовне историје.

## Важније изложбе
Самосталне изложбе
- Свети манастир Хиландар, српска царска лавра, манастир Св. Николај Српски, 2004; Шабац, 2005; Обреновац, 2005; Министарство за дијаспору, Београд, 2005; Завод за проучавање културног развитка Србије, Београд, 2014.
- Светиње српског народа, у оквиру Сајма књига на Београдском сајаму, Београд, 2009.
- Београд у акварелу, Кућа Ђуре Јакшића, Београд, 2016.
- Београд, утопијски град, Завод за проучавање културног развитка Србије, Београд, 2016.

Изложбе са групом „Рас Арт“,
- Галерија 73, Београд, 2012.
- Галерија „Икар“ при Дому ваздухопловства, Земун, 2013.
- Завод за проучавање културног развитка, Београд, 2013.
- Галерија „Кућа Ђуре Јакшића“, Београд, 2013.
- Студентски културни центар, Нови Београд, Галерија 73, Београд, у оквиру тематске изложбе „1700 година Миланског едикта“ у оквиру турнеје Београд — Пожаревац — Трстеник — Ниш, 2013.

## Илустрације за књиге
- Едиција „Ризница српске духовности“ у 6 књига, аутор Миле В. Пајић[3]
- „Пут у светлост“, ауторска поема Хаџи Петра Солара

## Књиге у којима је аутор текстова и слика
- Свети манастир Хиландар, српска царска лавра, издавач Ризница српске духовности, Београд, 2005, 2009; издања на српском, руском, енглеском и немачком језику, Ризница српске духовности и Службени гласник, Београд, 2015.[4]
- Светиње старе Рашке, задужбине Немањића, Ризница српске духовности, Београд, 2009.
- Светиње средњовековне Србије, наслеђе хришћанског Оријента, Ризница српске духовности, Београд, 2009.
- Светиње моравске Србије, ризнице завештања Немањића, Ризница српске духовности, Београд, 2009.
- Светиње српског народа, манастири на размеђу истока и запада, Ризница српске духовности, Београд, 2009.
- Светиње обновљене Србије, светосавље за будућност српског народа , Ризница српске духовности, Београд, 2009.

## Есеји
- Пајић, Миле В. Горостас, оглед, Пројекат Растко, 2019.
- Пајић, Миле В. У сећање: Зоран Михајловић (1955-2019), Миле В. Пајић, Пројекат Растко, 2019.
- Пајић, Миле В. Славјански пленер: једно путовање на Исток, уметнички путопис из Белгорода, Пројекат Растко, 2018.
- Пајић, Миле В. Од фреске до стрипа Архивирано на веб-сајту  (21. март 2020), Култура, научни часопис за теорију и социологију културе и културну политику, Београд, број 165/2019. У оквиру међународног темата „Стрип и идентитет“ Архивирано на веб-сајту  (21. март 2020)